# Kościół św. Restytuta i Niepokalanego Poczęcia Najświętszej Maryi Panny w Rzeczniowie
Kościół świętego Restytuta i Niepokalanego Poczęcia Najświętszej Maryi Panny – rzymskokatolicki kościół parafialny należący do dekanatu siennieńskiego diecezji radomskiej.
Obecna murowana budowla została wzniesiona w czasach króla Jana III Sobieskiego, czyli pod koniec XVII wieku, ale jej obecny kształt jest efektem gruntownej renowacji z 1850 roku. Zostały wtedy przybudowane ściany i został spłaszczony dach, na którym została umieszczona wieżyczka z sygnaturką. We wnętrzu można zobaczyć kilka cennych zabytków historycznych: ołtarz główny reprezentujący styl barokowy oraz murowany pomnik Korduli Małachowskiej, wojewodziny krakowskiej (zmarłej w 1789 roku).

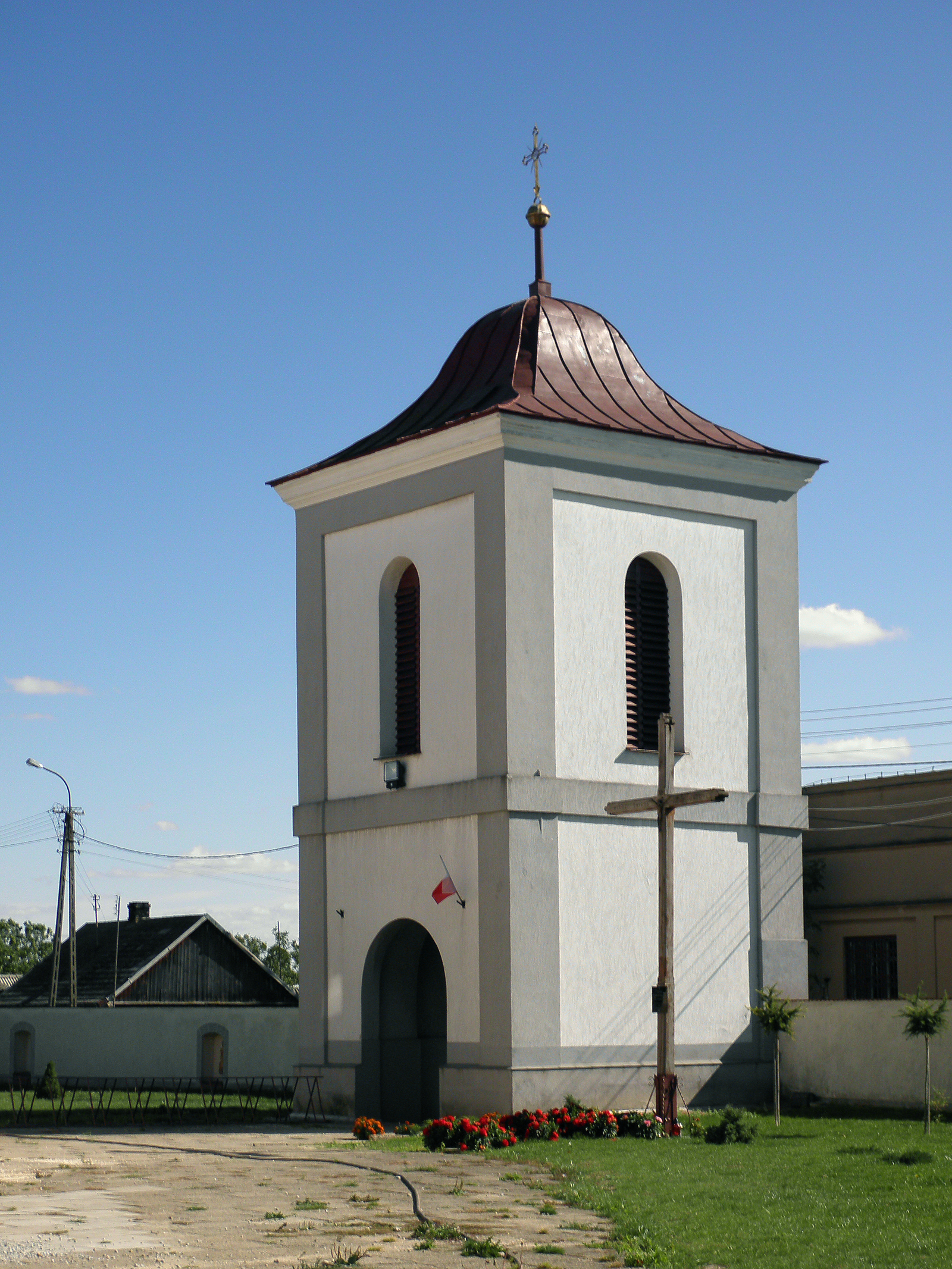
Dzwonnica
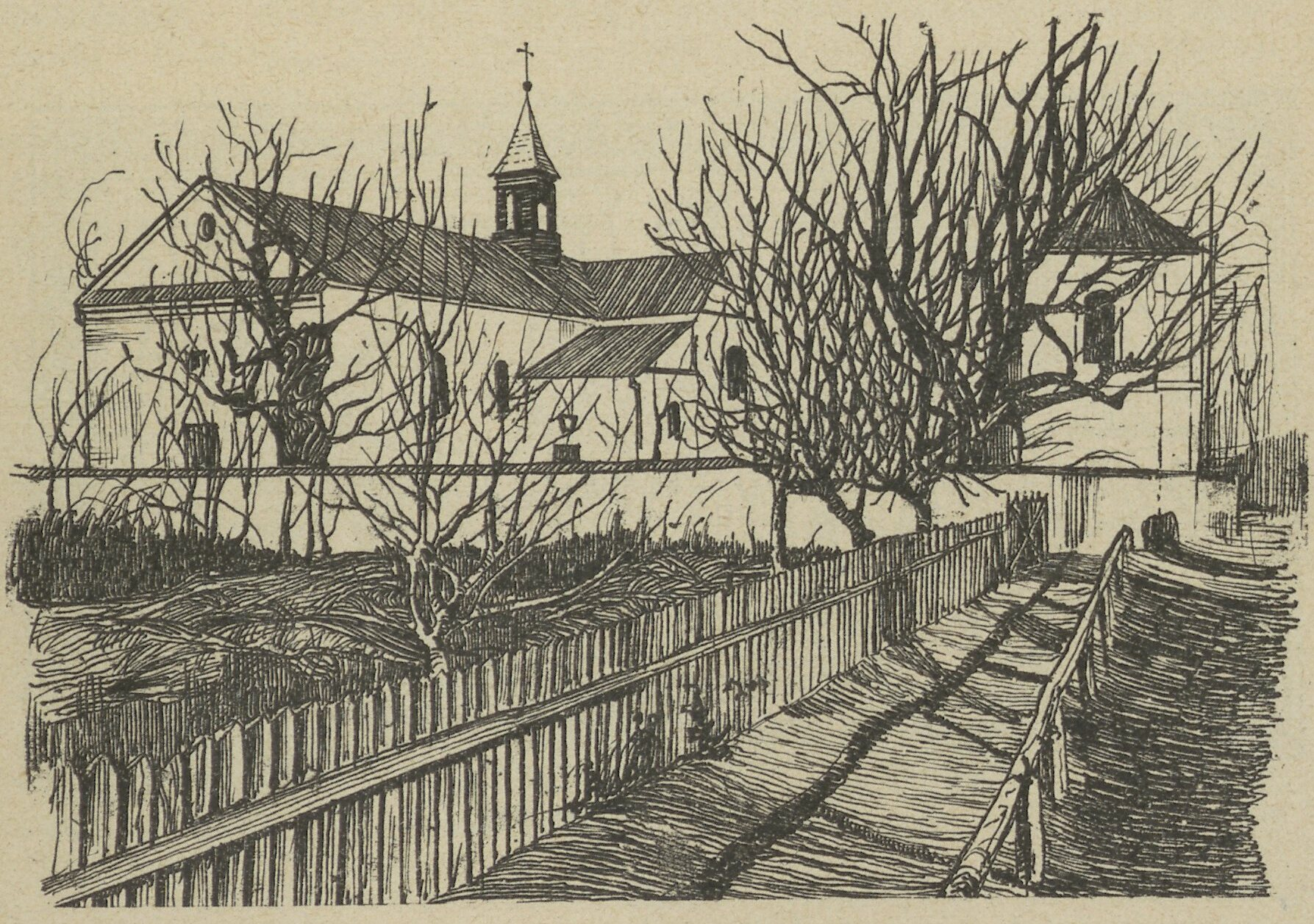
Widok przed 1911